# 집단 무의식
집단 무의식(集團無意識, 독일어: kollektives Unbewusstes, 영어: collective unconscious)은 카를 융이 제창한 분석심리학의 중심개념이며 인간의 무의식의 심층에 존재하는 개인의 경험을 넘은 선천적 구조 영역이다. 보편적 무의식(普遍的無意識)이라고도 부른다. 개인적 무의식의 대어로 융은 지그문트 프로이트의 정신분석학으로 설명이 되지 않는 심층심리의 역동을 설명하기 위해 이 무의식 영역을 제창했다.

## 개설
언어 연상 시험의 연구에 의해 컴플렉스의 개념을 찾아낸 융은, 개인의 컴플렉스보다 더욱 깊은 무의식의 영역에, 개인을 넘은, 집단이나 민족, 인류의 마음에 보편적으로 존재한다고 생각할 수 있는 선천적인 원형의 작용동력을 찾아냈다.
원형의 작용과 그 결과적으로 개인의 꿈이나 공상에 나타나는 어떤 종류의 전형적인 이미지는, 여러 가지 시대나 민족의 신화에도 공통되어 존재해, 이 때문에, 원형이나 원형이 존재하면 가정되는 영역은, 민족이나 인류에게 공통되는 고태적(아르카이크)인 무의식이라고 생각할 수 있으므로, 융은 이 무의식 영역을 '집단 무의식'이라고 명명했다.
인간의 행동이나 사고, 판단은, 자아와 외적 세계와의 상호작용으로 정해져 오는 면이 있지만, 한편, 집단 무의식 중에 존재한다고 여겨지는 제원형의 역동작용으로도 영향을 받는 면이 있다.

## 자아와 자기원형
융은, 집단 무의식 중에 여러 가지 원형의 존재를 인정했지만, 그것들은 최종적으로 자기(Selbst, self, 그 자체)의 원형에 귀착한다고 생각했다. 자기 원형은 마음(영혼) 전체의 중심에 있다고 생각할 수 있어 외적 세계라는 교섭의 주체로서 페르소나를 가진 자아는, 자기원형과의 심리적 에너지를 통한 역동적인 운동으로, 변용, 성장해, 이상 개념으로서의 '온전한 인간'을 목표로 한다고 여겨졌다. 융은 이러한 자아와 자기가 잘 융합되는 즉 의식과 무의식이 잘 조화는 온전한 인간은 결국 세속적인 판단으로는 평범하겠지만 자기와의 일치라는 면에서는 매우 강한 사람일 것으로 언급한바있다.

### 제원형과 개성화
이와 같이, 자아가 자기와의 상호작용으로 성장해, 구적 완전성으로 향하는 과정을, 융 심리학(분석심리학)에서는, '개성화의 과정'(individuation) 또는 '자기 실현의 과정'이라고 불렀다. 개성화의 과정에 대해, 자기원형은, '그림자'의 원형이나 '아니마, 아니무스'의 원형, 혹은 '태모 (Great Mother)'나 '노현자(Old Wise Man)'의 원형으로서 역동적으로 작용한다.

## 관련 사항
- 페르소나
- 분석심리학
- 공시성
- 스타니슬라프 그로프

## 같이 보기
- 융의 원형
- 진화심리학
- 해마체
- 본유주의
- 융의 원형
- 콘라트 로렌츠
- 페르소나 (방법론)
- 예지